# Stelis isthmi
Stelis isthmi är en orkidéart som beskrevs av Rudolf Schlechter. Stelis isthmi ingår i släktet Stelis och familjen orkidéer. Inga underarter finns listade i Catalogue of Life.